# Pogononeura buchanani
Pogononeura buchanani är en fjärilsart som beskrevs av Rothschild 1921. Pogononeura buchanani ingår i släktet Pogononeura och familjen mott. Inga underarter finns listade i Catalogue of Life.